# Sarreguemines évolution
Sarreguemines évolution est une liste composée de 35 femmes de tous horizons politiques, lancée par Marie-Noëlle Tournebize en janvier 1989, à l'occasion des élections municipales de la ville de Sarreguemines. Cette liste interpelle les médias locaux, nationaux mais aussi le monde politique quant à la nécessité d'obtenir l'équilibre entre femmes et hommes dans les assemblées élues et dans le partage des responsabilités au sein de ces assemblées. Les femmes sont même invitées à Paris pour témoigner de leur engagement. Sarreguemines évolution reçoit, dans l'entre-deux tours, le soutien de Simone Veil. La liste finit par obtenir 8,9 % des voix au second tour et un siège. Marie-Noëlle Tournebize devient la première femme adjointe au maire de la ville.  

## Premier tour
Il aura fallu attendre la loi du 31 janvier 2007 pour imposer dans les communes de plus de 3500 habitants et plus l'alternance stricte hommes / femmes sur les listes municipales. En 1989, rien n'allait de soi pour les femmes.
« Aux municipales de 1989, tous les projecteurs étaient braqués sur Sarreguemines », peut-on lire dans Le Républicain lorrain du 28 mars 2014. En effet, en 1989, lors des élections municipales de la ville de Sarreguemines (Moselle), s'est créée la première liste en France entièrement composée de femmes (35). Cette liste nommée Sarreguemines évolution  a permis de faire changer le regard de la société sur les femmes en politique. À l'époque, l'apparition de cette liste a constitué un détonateur : on a enfin vu ce que l'on refusait de voir. Peu de femmes avaient été élues dans les conseils et les rares qui y siégeaient n'obtenaient aucune vraie responsabilité. 
La liste de femmes « Sarreguemines évolution » s'est formée en 1989 à l'occasion des élections municipales. Cette liste de 35 femmes conduite par Marie-Noëlle Tournebize est née en réaction à la société patriarcale qu'était la France de 1989 : en 1977, on comptait, à Sarreguemines, seulement trois femmes sur vingt-sept élus et en 1983 quatre femmes sur trente-cinq élus et zéro poste d'adjoint sur dix. Il s'agissait alors de refuser de demeurer de simples figurantes du monde politique et, comme indiqué dans le tract de campagne, « d'arriver à l'objectif suivant : obtenir l'équilibre entre femmes et hommes dans les assemblées élues et dans le partage des responsabilités au sein de ces assemblées ».
Dans Le Républicain lorrain du 28 janvier 1989 paru en grande région, la campagne est officiellement lancée : « Qui oserait encore prétendre que les femmes, dans la grande majorité, se dérobent à leurs responsabilités civiques ? Quel politicien oserait affirmer qu'elles refusent généralement de s'engager, malgré les sollicitations des partis ? ou bien qu'elles ne veulent pas sacrifier leurs charges familiales et professionnelles au brouhaha de la chose publique ? (…) Au contraire, [elles] veulent faire pression sur les structures et faire changer les mentalités. » D'où le nom de la liste : « Sarreguemines évolution ». Il s'agissait bien de faire évoluer les mentalités vis-à-vis de la place de la femme dans la société et de montrer que malgré leurs charges familiales, les femmes pouvaient s'engager ; les 35 femmes réunies comptabilisaient 67 enfants. La plus jeune de ces femmes, Catherine Klein, avait 22 ans et la plus âgée, Fernande Gauthier, 60 ans.
Dans un autre article du même journal, cette fois dans sa version locale, les premières de liste sont présentées : Cette liste « sera conduite par une revenante, Marie-Noëlle Tournebize qui en novembre 1988 avait démissionné du conseil municipal [ où elle avait élue de 1977 à 1988] « pour des raisons d'ordre politiques, professionnelles et privées. » Elle aura à côté d'elle une autre conseillère sortante, Mme Raymonde Obringer et une autre alliée de base dans le lancement de cette nouvelle liste : Mme Denise Zins, présidente du centre d'information féminin et familial. (…) Avec six autres listes en présence à Sarreguemines, la campagne risque d'être dure. Les femmes n'entendent pas se mêler de la zizanie des autres : « nous ne ferons pas la lessive de ces hommes », déclare Mme Obringer qui annonce : « nous ferons une campagne différente ». »
La singularité de cette liste a interpellé le monde politique et intellectuel. Cela s'est manifesté par une invitation  à participer à une réunion à Paris organisée par un groupe de femmes, « l'alliance des femmes pour la démocratisation » dans le 6e arrondissement de Paris, en présence d'Antoinette Fouque, fondatrice du MLF (mouvement de libération des femmes) qui évoquera la liste de Marie-Noëlle Tournebize dans son livre Il y a deux sexes. Essais de féminologie.  Souhaitant créer une liste similaire à celle de Sarreguemines évolution, elles ont échangé avec les représentantes de Sarreguemines évolution afin de bénéficier de leur expérience devant une centaine de personnes (Républicain lorrain, 17 février 1989) 
Le 8 mars, à la Sorbonne, d'après le Républicain lorrain, Marie-Noëlle Tournebize et deux co-listières ont été invitées pour parler de leur liste de femmes. Lors de ce colloque intitulé « Droit et politique, constitution et citoyenneté »,  placé sous le patronage de Michèle André (femme politique), secrétaire d'état chargée du droit des femmes, se trouvaient ce jour-là  Michèle Barzach (députée de Paris, maire-adjointe du 15e arrondissement de Paris, ancienne ministre), Colette Audry (écrivain), Françoise Barret-Ducrocq (maître de conférences à l'université Paris VII, historienne, angliciste), Laurence Douvin (présidente de la fédération des associations « femmes et libertés », maire-adjointe du 17e arrondissement de Paris), Claude Du Granrut (conseillère régionale de Picardie, maire-adjointe de Senlis, conseillère HC des Cours administratives d'Appel), Danièle Loschak (professeure de Droit public à l'université d'Amiens), Henriette Marchand (vice-présidente de la fédération des associations des conseillères municipales et autres élues), Christiane Papon (présidente d'honneur de femmes avenir), Maria de Lourdes Pintasilgo (députée européenne, ancienne Première ministre du Portugal), Yvette Roudy (députée du Calvados, ancienne ministre, secrétaire nationale aux droits des femmes), Isabelle Vissière (maître de conférences de l'Université de Provence) ainsi que des candidates aux élections municipales de 1989. 
À l'occasion de ce colloque, Marie-Noëlle Tournebize a pu affirmer : « Nous avons pensé qu'il fallait finalement nous prendre en charge, qu'il ne fallait plus attendre qu'on nous fasse de la place sur une liste, surtout pour nous demander de faire de la figuration. (…) Par rapport aux quotas, je voulais dire que je n'y suis pas spécialement favorable, même si peut-être il nous faudra nous y résoudre. En fait, je crois qu'il faut agir. Si vous regardez un peu dans les assemblées élues, vous vous rendrez compte finalement que vous avez des tas d'hommes incompétents qui sont élus. Alors, il faut prendre leur place. » (cité dans 1989, États généraux des femmes à la Sorbonne)
Cette liste de femmes a fait couler de l'encre dans de nombreux journaux. Le Canard enchaîné du 1er mars 1989 consacre un article aux femmes qui s'engagent en politique. L'article est intitulé Les démunies si pâles. Il appelle les femmes à voter et à montrer leur soutien aux femmes qui se présentent aux élections municipales. Au détour d'un paragraphe, on peut lire : « Continuons le combat comme à Sarreguemines (Moselle), où s'est ainsi constituée une liste féminine « pour prendre la parole » ; peu nous chaut si Marie-Noëlle Tournebize, la pétroleuse en chef, est la plus ancienne giscardienne de Lorraine (elle a bien le droit d'avoir un grain) puisqu'elle aussi en a eu ras le bigoudi des finesses de ses copains conseillers municipaux du genre : « Ça tombe bien, j'ai un bouton à recoudre.» Et si elle se maintenait au second tour ? Excuse, Jupon : j'ai encore dit une bêtise de bonne femme ».
Dans Les Dernières Nouvelles d'Alsace, du 8 mars 1989, on peut lire à la Une : « Sarreguemines: les femmes au créneau ». Plusieurs femmes sont citées : « Elles s'appellent Marie-Noëlle, Raymonde, Denise, Betty, Marie, Valérie, Ivanka, Brigitte, Elisabeth… » On peut lire, en réponse au reproche de n'avoir accepté aucun homme sur la liste, ce propos de Marie-Noëlle Tournebize : « Prendre quatre ou cinq hommes comme alibi ? En tant que femmes, nous en avons assez de faire de la figuration. Nous n'allions pas exiger la même chose de quelques candidats potiches. Notre liste a le mérite de la clarté. »
Les femmes de la liste ne cessent de dénoncer une société qui estime que la femme doit rester au foyer pour s'occuper de ses enfants et de son mari. À titre d'exemple, Raymonde Obringer et Marie-Noëlle Tournebize interviewées par Michel Sousse pour Libération le samedi 18 février 1989 "ont été intarissables pour raconter la chronique d'un conseil municipal ordinaire. «Vous n'imaginez pas combien nous avons dû argumenter pour obtenir une crèche familiale. Il y avait à l'époque deux projets à l'ordre du jour. La crèche et un refuge pour animaux. Le refuge est passé sans discussion alors que nous avons dû nous battre pour la crèche. « Les femmes n'ont qu'à rester à la maison, a fini par nous lâcher un élu.» De ce ras-le-bol est né Sarreguemines évolution, une liste composée uniquement de femmes, mais qui ne s'affiche pas pour autant féministe. « Notre affiche n'annonce pas liste-femmes. Pourquoi d'ailleurs le ferions-nous ? Les hommes ne mettent pas le mot « homme» sur les leurs. » (...) » 
Le féminisme défendu par cette liste est loin d'être perçu comme caricatural ou excessif. Le journaliste Jacques Gandebeuf, dans Le Républicain lorrain, en vient même à poser les femmes de la liste en modèles : elles ne font pas partie de ces femmes qui voient du sexisme partout (ne serait-ce que dans les publicités d'alors). Leur combat est présenté dans un article intitulé Tu m'inquiètes, Yvette, comme parfaitement légitime : la ministre Yvette Roudy elle-même est appelée à en prendre de la graine : « Si c'est la serpillière qui passionne Yvette Roudy, qu'elle se fasse embaucher au ministère de l'Environnement. Elle pourra toujours demander à Brice Lalonde qu'on interdise la vente aux ménagères françaises des lessives au tripolyphosphate. Ça vaudra mieux que de mélanger les torchons et les serviettes. Et si c'est une bataille plus signifiante qui la motive, qu'elle vienne prendre de la graine à Sarreguemines où Marie-Noëlle, Raymonde et Denise préparent une liste féminine aux municipales. C'est autrement plus sérieux que de fantasmer autour d'un manche à balai ». Les femmes de la liste ont considéré ces propos comme excessifs concernant Yvette Roudy, même si elles ont apprécié le soutien du journaliste. 
Au premier tour des élections municipales, cette liste a obtenu 10,4 pour 100 des suffrages.

## Entre-deux tours
Aucune liste n'a fusionné avec une autre.  
Quatre listes seulement ont pu se présenter au second tour dont la liste « Sarreguemines évolution ».  
Cette liste a reçu le soutien de Simone Veil qui, dans une lettre datée du 16 mars 1989, écrivait : « Il est effarant qu'en 1989, les femmes qui ont la volonté d'assumer des responsabilités dans leur cité se voient contraintes de constituer leur propre liste aux élections municipales, faute de pouvoir figurer sur les listes de leur parti. » 

« Il faut beaucoup de courage et de ténacité à ces femmes pour oser braver des habitudes et chercher à s'imposer sur un terrain presque encore exclusivement réservé aux hommes. »

Le journal Libération, les 18 et 19 mars 1989, reprend  un extrait de cette lettre.

## Second tour
Au second tour, « Sarreguemines évolution » obtient 8,9 % des voix et un siège. La liste du maire sortant obtient 40,6 % des voix et 25 sièges.  
Compte tenu de la mobilisation des femmes de la liste « Sarreguemines évolution » et de l'impact obtenu auprès de la population et des médias, le maire de Sarreguemines, Robert Pax, a proposé le 25 mars 1989 (jour même où le conseil municipal venait de l'élire pour la cinquième fois maire) d'associer à la gestion de la ville « les minorités constructives » (cité par le Républicain lorrain du 25 mars 1989). Marie-Noëlle Tournebize a accepté la proposition et a appelé « à reconnaître la « place des femmes dans la gestion de la cité »(...) ». M. Pax a fait remarquer que Marie-Noëlle Tournebize venait de devenir la première femme adjointe au maire à Sarreguemines. 
L'importance de la liste a été soulignée dans de nombreux journaux comme Ouest-France, le 29 mars 1989 : on y retrouve la formule de Simone Veil et des images martelées par la liste (refus de rester des figurantes, nécessité de braver des habitudes…) Les radios et la télévision (notamment RTL venu faire un reportage télévisé destiné à la Une du Journal de 19 h) se sont intéressées à cette aventure. La liste est mentionnée par Michel de Manassein et Élisabeth Roudinesco dans De l'égalité des sexes, p.102, soulignant la volonté de cette liste de s'inscrire dans la lutte pour l'égalité des sexes. Armelle Lebras-Chopard, dans son article « Parité » issu du Dictionnaire universel des créatrices insiste elle aussi sur l'importance de cette liste en 1989. 
Le 11 février 2020, Fabien Siegwart lui consacre encore un article dans le Républicain lorrain : résumant la trajectoire de Sarreguemines évolution et de Marie-Noëlle Tournebize, il conclut son article par : « 30 ans après, personne n'a oublié Sarreguemines évolution ». Il insiste sur l'avant-gardisme de cette liste.  